# Simyra argentacea
Simyra argentacea är en fjärilsart som beskrevs av Herrich-Schäffer 1849. Simyra argentacea ingår i släktet Simyra och familjen nattflyn. Inga underarter finns listade i Catalogue of Life.